# سالتر هايدن (سياسي)
سالتر هايدن (بالإنجليزية: Salter Hayden)‏ هو محامي وسياسي كندي، ولد في 31 مايو 1896 في أوتاوا في كندا، وتوفي في 5 يناير 1987. حزبياً، نشط في الحزب الليبرالي الكندي. وقد انتخب عضو مجلس الشيوخ الكندي.